# Cocaetileno

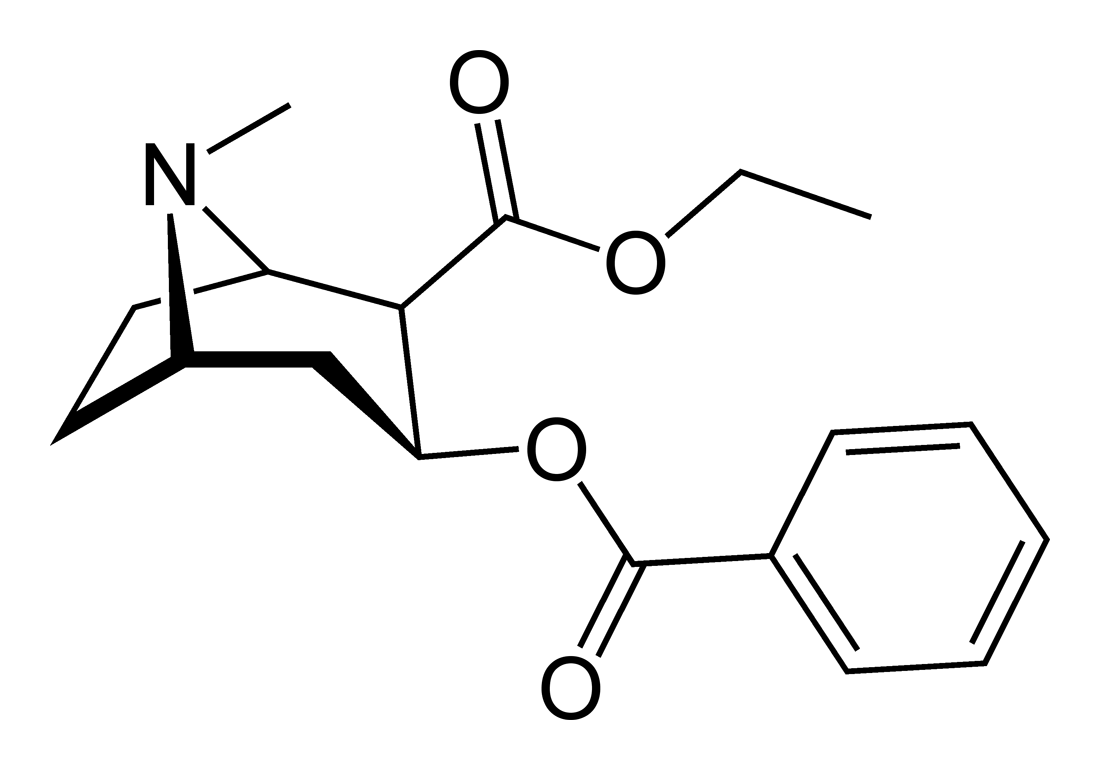
Estrutura química do cocaetileno

Cocaetileno (etilbenzoilecgonina) é uma substância formada no fígado após a metabolização do álcool e cocaína, que produz efeitos são mais longos e duradouros que a cocaína utilizada isoladamente.
Cocaetileno é tóxico para o miocárdio.

## Efeitos fisiológicos
Na maioria das pessoas, o cocaetileno produz euforia e tem um tempo de ação mais longo que a cocaína. Alguns estudos sugerem que o consumo de álcool em combinação com a cocaína é mais cardiotóxico do que a cocaína e que carrega um "aumento de 18 a 25 vezes em relação à cocaína sozinha no risco de morte imediata". Comparado à cocaína, o cocaetileno tem maior afinidade pelo transportador de dopamina, mas tem uma afinidade menor pelos transportadores de serotonina e norepinefrina.